# Kreis Lübz
De Kreis Lübz was een Kreis in de Bezirk Schwerin in de Duitse Democratische Republiek.

## Geschiedenis
Op 25 juli 1952 ontstond de Kreis als gevolg van de bestuurlijke herindeling in de DDR waarbij de deelstaten werden opgeheven uit de oostelijke helft van de voormalige Landkreis Parchim. Bij de Duitse hereniging op 3 oktober 1990 werd de Kreis Lübz onderdeel van de nieuw gevormde deelstaat Mecklenburg-Voor-Pommeren. Op 12 juni 1994 werd de Kreis, die sinds 17 mei 1990 als Landkreis werd aangeduid, opgeheven. Samen met de Landkreis Parchim en delen van de Landkreise Sternberg en Schwerin vormde het gebied de nieuwe Landkreis Parchim.

## Geografie
De Kreis Lübz had een oppervlakte van 700 km² en telde in 1985 34.000 inwoners. In het noorden grensde de kreis aan de Kreis Güstrow, in het westen aan de Kreis Parchim en in het noordwesten aan de Kreis Schwerin-Land. Aangrenzende kreise in de Bezirk Neubrandenburg waren de kreise Waren in het oosten en Röbel/Müritz in het zuidoosten. Daarnaast grensde Lübz aan de tot de voormalige Bezirk Potsdam behorende kreise Wittstock in het zuidoosten en Pritzwalk in het zuiden.

## Steden en gemeenten
De Landkreis Lübz omvatte op 3 oktober 1990 28 gemeenten, waarvan drie steden:
- Barkow
- Broock
- Diestelow
- Dobbertin
- Gallin
- Ganzlin
- Gischow
- Gnevsdorf
- Goldberg, stad
- Granzin
- Karbow-Vietlübbe
- Karow
- Kreien
- Kritzow
- Kuppentin
- Langenhagen
- Lübz, stad
- Lutheran
- Neu Poserin
- Passow
- Plau, stad
- Plauerhagen
- Retzow
- Techentin
- Wahlstorf
- Wendisch Priborn
- Wendisch Waren
- Werder

Op 11 januari 1994 werd de naam van de stad Plau aangevuld met de toevoeging am See.